# Olympische Sommerspiele 1956/Teilnehmer (Jamaika)
| Gelbes Symbol für Goldmedaillen mit stilisierten Olympischen Ringen | Graues Symbol für Silbermedaillen mit stilisierten Olympischen Ringen | Braundes Symbol für Bronzemedaillen mit stilisierten Olympischen Ringen |
| ------------------------------------------------------------------- | --------------------------------------------------------------------- | ----------------------------------------------------------------------- |
| —                                                                   | —                                                                     | —                                                                       |

Jamaika nahm an den Olympischen Sommerspielen 1956 im australischen Melbourne mit einer Delegation von sechs männlichen Sportlern teil.
Seit 1948 war es die dritte Teilnahme Jamaikas an Olympischen Sommerspielen.

## Teilnehmer nach Sportarten

### Leichtathletik
- Keith Gardner
100 Meter: Vorläufe
110 Meter Hürden: Vorläufe
4 × 400 Meter: disqualifiziert im Finale

- Melville Spence
200 Meter: Vorläufe
400 Meter: Halbfinale
4 × 400 Meter: disqualifiziert im Finale

- Richard Estick
200 Meter: Vorläufe

- Malcolm Spence
200 Meter: Vorläufe
400 Meter: Halbfinale
4 × 400 Meter: disqualifiziert im Finale

- George Kerr
400 Meter: Viertelfinale
4 × 400 Meter: disqualifiziert im Finale

- Ernle Haisley
Hochsprung: 15. Platz